# Serrinha (ort)
Serrinha är en ort i Brasilien.   Den ligger i kommunen Serrinha och delstaten Bahia, i den östra delen av landet, 1 100 km öster om huvudstaden Brasília. Serrinha ligger 368 meter över havet och antalet invånare är 49 078.
Terrängen runt Serrinha är huvudsakligen platt, men åt nordväst är den kuperad. Det finns inga andra samhällen i närheten.
Omgivningarna runt Serrinha är huvudsakligen savann. Runt Serrinha är det ganska glesbefolkat, med 24 invånare per kvadratkilometer.